# 西都市立銀上小学校
西都市立銀上小学校（さいとしりつ しろかみしょうがっこう）は、かつて宮崎県西都市大字上揚にあった公立の小学校。
2012年（平成24年）4月には校区内の西都市立銀鏡中学校との統合により、施設一体型の小中一貫校「西都市立銀上小・銀鏡中学校」（愛称:「西都銀上学園」）としてスタートした。なお、小学校が同市大字銀鏡にある中学校の校地に移転した。

## 概要
歴史
1876年（明治9年）創立。2006年（平成18年）には創立130周年を迎えた。
校章
1961年（昭和36年）制定。中央に校名の「銀上」の文字（縦書き）を配している。
校歌
1956年（昭和31年）制定。作詞は松山文二、作曲は安藤郁夫による。歌詞は4番まであり、歌詞中に校名は登場しない。
児童数
10名（2012年度（平成24年度））
- 通学区域内の児童 - 7名
- 山村留学生 - 3名

特色
宮崎県内の小学校で唯一、山村留学制度を導入していた。
通学区域
通学区域には以下の区域が指定されている。
西都市のうち「河之口、横平、尾吐、古穴手、茗ケ原、登内、源、征矢抜、上囲、下囲、栗畑、中島、元村、柳、上鶴」地区。

## 沿革
- 1876年（明治9年）2月 - 「米良小学校 枝校」（枝校とは「支校、分校」という意味）として設立。民家を校舎とする。児童数は50名。
- 1882年（明治15年）5月 - 「銀鏡小学校」として独立。
- 1887年（明治20年）4月 - 小学校令施行により、簡易科（3年制）を設置の上、「簡易銀鏡小学校」に改称。
- 1889年（明治22年）5月1日 - 町村制施行により、児湯郡6村（銀鏡・上揚・八重・中尾・尾八重・中之又）の合併により、「東米良村」が発足。
- 1890年（明治23年）4月 - 尋常科（4年制）を設置の上、「尋常銀鏡小学校」と改称。
- 1892年（明治25年）4月 - 「銀鏡尋常小学校」に改称。
- 1901年（明治34年）4月 - 高等科を併置の上、「銀鏡尋常高等小学校」と改称。
- 1908年（明治41年）4月 - 改正小学校令により、尋常科（義務教育年限）が4年制から6年制に改められる。これにより、旧高等科1年を尋常科5年、旧高等科2年を尋常科6年、旧高等科3年を高等科1年、旧高等科4年を高等科2年に改める。
- 1915年（大正4年）6月 - 上揚尋常小学校を分離・新設。
- 1918年（大正7年）3月 - 銀鏡尋常高等小学校と上揚尋常小学校が統合の上、「銀上尋常高等小学校」に改称。上揚（最終所在地）に移転。
- 1921年（大正10年）4月 - 木造北校舎が完成。
- 1926年（大正15年）7月 - 銀上青年訓練所が併置される。
- 1935年（昭和10年）6月30日 - 青年学校令施行により、「銀上青年学校」が併置される。
- 1941年（昭和16年）4月1日 - 国民学校令施行により、「東米良村銀上国民学校」に改称。尋常科を初等科に改める。
- 1947年（昭和22年）- 学制改革が行われる（六・三制の実施）。
  - 4月1日 - 国民学校初等科は、新制小学校「東米良村立銀上小学校」に改称。
  - 5月8日 - 国民学校高等科は、青年学校普通科とともに、新制中学校「東米良村立銀鏡中学校」に改組・改称。
- 1953年（昭和28年）12月 - 南校舎が完成。
- 1956年（昭和31年）2月29日 - 創立80周年を記念して校歌を制定。
- 1961年（昭和36年）1月 - 新校旗・校章を制定。
- 1962年（昭和37年）4月1日 - 西都市への合併により、「西都市立銀上小学校」（現校名）と改称。
- 1963年（昭和38年）3月 - 鉄筋コンクリート造2階建て北校舎（4教室）を新築。
- 1966年（昭和41年）4月 - へき地集会場（講堂）が完成。
- 1968年（昭和43年）3月 - 完全給食を開始。
- 1976年（昭和51年）3月21日 - 創立100周年記念式典を挙行。
- 1977年（昭和52年）11月 - プールが完成。
- 1990年（平成2年）3月 - 案内板「銀上小学校の由来について」を設置。
- 1992年（平成4年）3月 - 校舎の全面改築が完成。
- 2000年（平成12年）
  - 8月 - 東米良学校給食共同調理場が完成。
  - 10月 - 運動場に芝を植付。
- 2003年（平成15年）4月 - 銀上地区みどりの少年団が発足。
- 2005年（平成17年）6月 - 自衛隊より南極の氷が贈呈される。
- 2006年（平成18年）4月 - 小中合同PTA組織編制となる。
- 2012年（平成24年）4月1日 - 西都市立銀鏡中学校と統合の上、施設一体型小中一貫校「西都市立銀上小・銀鏡中学校」（西都銀上学園）となる[2]。銀鏡中学校校地・校舎に移転。

## アクセス
最寄りのバス停留所
西都市コミュニティ・バス 穂北線「銀上小学校」停留所
最寄りの幹線道路
- 宮崎県道39号西都南郷線

## 周辺
- 銀鏡配水池
- 銀鏡川